# Bantzenheim
Bantzenheim (deutsch Banzenheim) ist eine französische Gemeinde mit 1624 Einwohnern (Stand 1. Januar 2022) im Département Haut-Rhin in der Region Grand Est (bis 2015 Elsass).

## Geografie
Die Gemeinde Bantzenheim liegt in der Oberrheinischen Tiefebene am Rheinseitenkanal, der parallel zum Rhein verläuft, zwölf Kilometer nordöstlich von Mülhausen. Der Rhein ist nur zwei Kilometer entfernt und in der Nachbargemeinde Chalampé gibt es sowohl einen Straßen- als auch einen Bahnübergang in das rechtsrheinische Neuenburg am Rhein in Deutschland. Im Westen der Gemeinde erstreckt sich der nördliche Teil des Harthwaldes; das dem Rhein zugewandte Gelände ist stark industrialisiert.

## Wappen
Wappenbeschreibung: In Blau ein schwebendes silbernes Hufeisen über einem goldenen Dreiberg.

## Geschichte
Ersterwähnung 795 als Pancinheim.
Auf der Gemarkung fanden sich Reste einer römischen Straßenstation (vermutlich das in antiken Schriften überlieferte Stabula) und Spuren einer Römerstraße, ebenso ein größerer römischer Münzfund. Auch Alemannengräber wurden entdeckt. Eine Siedlung namens Sappenheim wurde m 14. Jahrhundert zerstört wie auch das Dorf Blidolsheim, an das die nach 1945 wieder aufgebaute Kapelle Notre-Dame-des-Champs erinnert. Im Mittelalter war Bantzenheim im Besitz der Abtei Murbach und ging später an die Habsburger, die Schirmvögte der Abtei. Im 13. Jahrhundert baute Rudolf von Habsburg am Rhein eine schon im selben Jahrhundert zerstörte Burg.
Im Westfälischen Frieden 1648 ging Bantzenheim mit dem ganzen elsässischen Besitz der Habsburger an die französische Krone. Im 18. Jahrhundert befand sich in Bantzenheim eine wichtige Poststation. Von 1871 bis 1918 gehörte der Ort zum deutschen Reichsland Elsass-Lothringen. Im Zweiten Weltkrieg wurde die Bevölkerung 1939 nach Gontaud-de-Nogaret im Département Lot-et-Garonne evakuiert (seit 1974 mit Bantzenheim verschwistert). 1945 erlitt der Ort schwere Kriegsschäden. Die Ansiedlung eines durch den Bau des Rheinseitenkanals (Grand Canal d'Alsace) geförderten Industriegebiets am Rhein ab 1960 führte zu einem starken Anwachsen der Einwohnerzahlen.

## Verkehr
Die Gemeinde besitzt seit dem 6. Februar 1878 einen Bahnhof an Streckenkilometer 14,330 der Bahnstrecke Müllheim–Mulhouse. In den 1980er Jahren verkehrten zwischen Mulhouse und Chalampé noch drei Zugpaare täglich. 1981 wurde der Abschnitt Neuenburg–Mulhouse elektrifiziert. Am 28. September 1986 wurde der Personenverkehr eingestellt. Die Strecke blieb jedoch für den Güterverkehr erhalten.
1880 wurde die in Banzenheim von der Strecke Müllheim–Mülhausen abzweigende Bahnstrecke Neubreisach–Banzenheim eröffnet, auf der bereits 1946 der Personenverkehr wieder eingestellt wurde. Auch diese Strecke blieb noch für den Güterverkehr erhalten. Heute dient ein Reststück von rund 10 km als Anschlussgleis zum ehemaligen Kernkraftwerk Fessenheim.
Auf der Strecke Müllheim–Mulhouse verkehrt die Linie RB 28. Es verkehren seit dem 9. Dezember 2012 täglich bis zu sieben Verbindungen zwischen Müllheim und Mulhouse, wobei sonn- und feiertags ein Zugpaar direkt bis Freiburg (Breisgau) Hbf verkehrt. Zum Einsatz kommen französische X73900, welche neben den beiden Endpunkten auch in Neuenburg und Bantzenheim einen planmäßigen Halt einlegen.

## Bevölkerungsentwicklung
| Jahr                       | 1962 | 1968 | 1975 | 1982 | 1990 | 1999 | 2006 | 2013 | 2021 |
| -------------------------- | ---- | ---- | ---- | ---- | ---- | ---- | ---- | ---- | ---- |
| Einwohner                  | 1109 | 1121 | 1462 | 1575 | 1538 | 1572 | 1632 | 1641 | 1618 |
| Quellen: Cassini und INSEE |      |      |      |      |      |      |      |      |      |

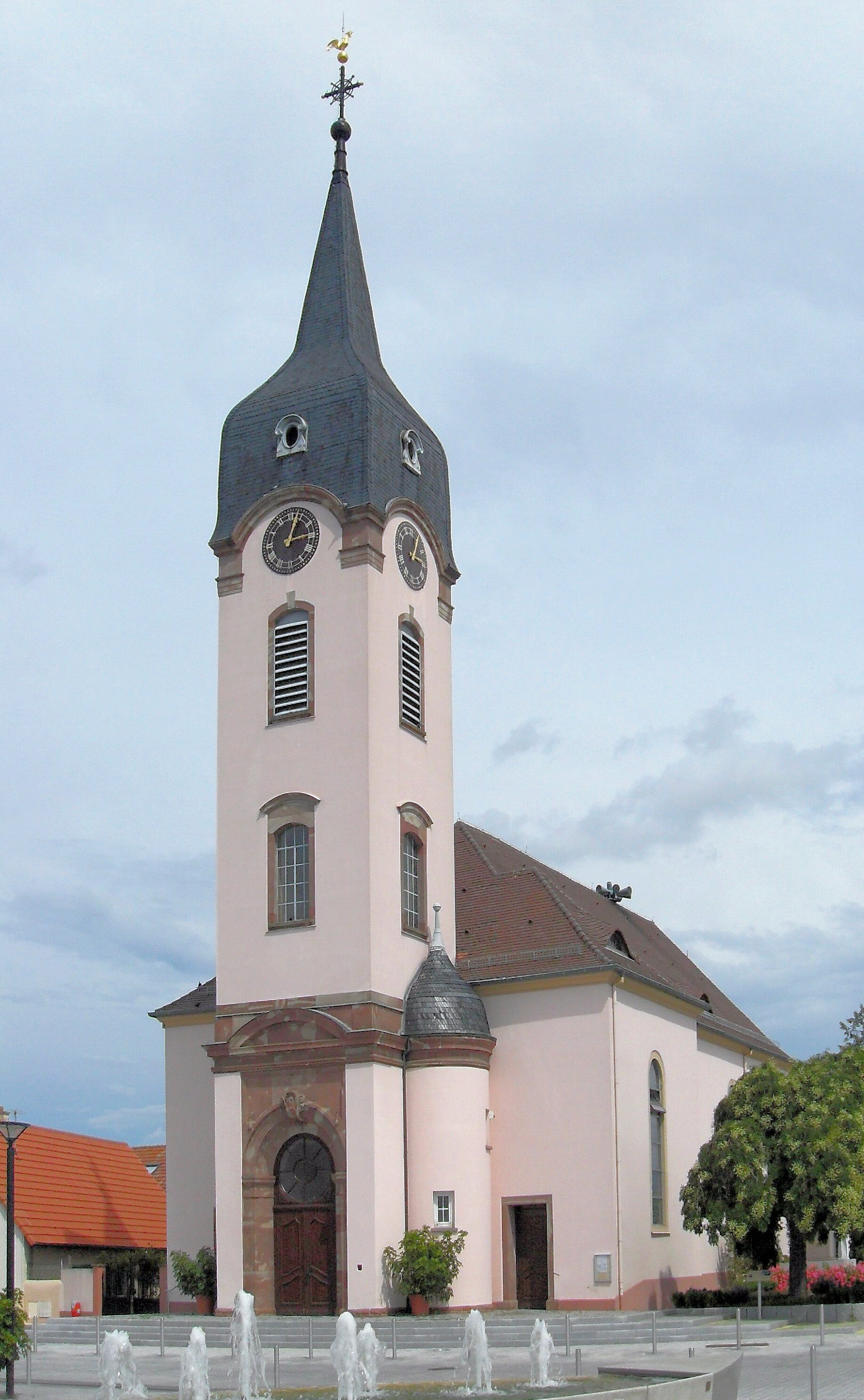
Kirche Saint-Michel
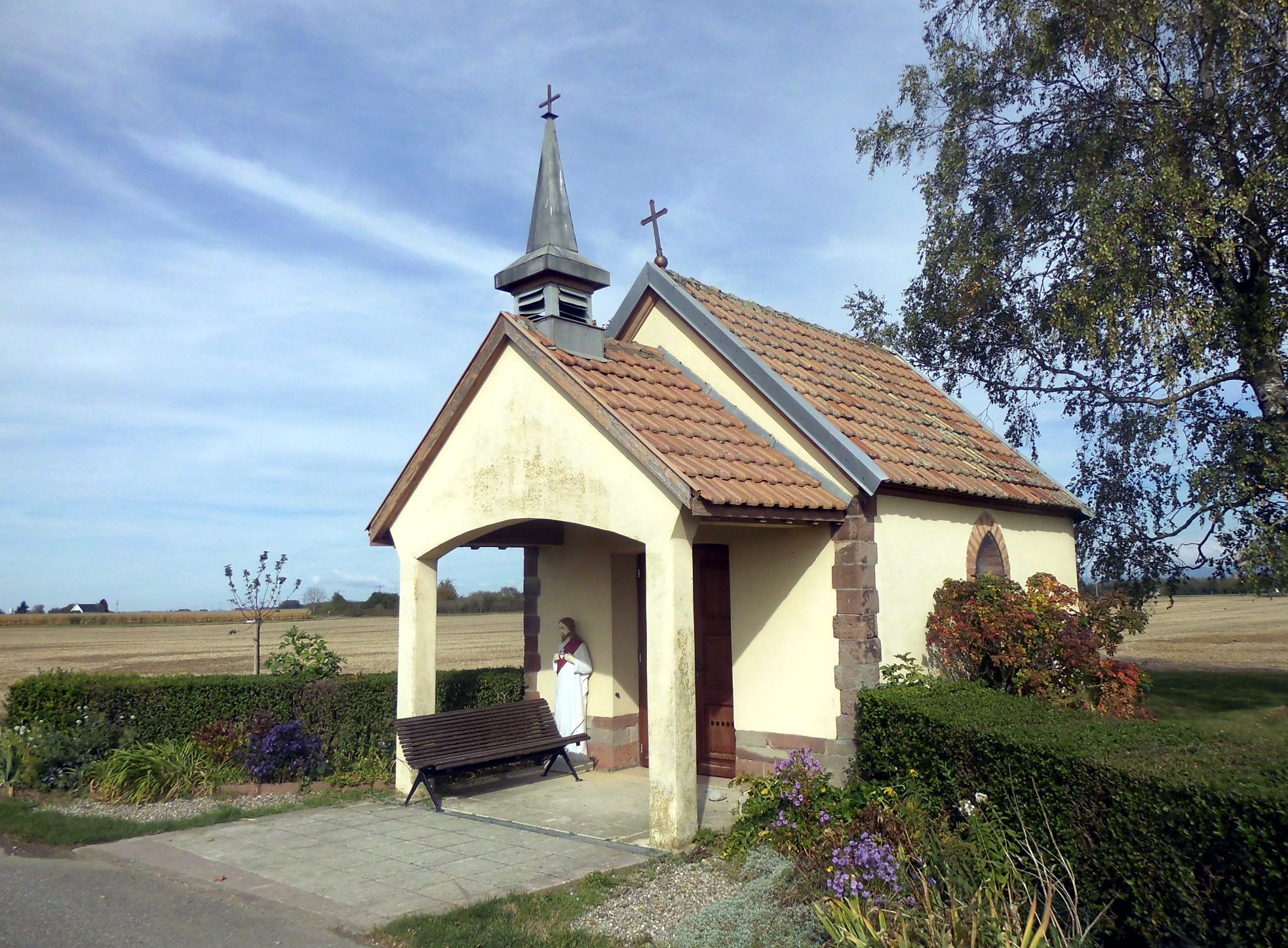
Kapelle Notre-Dame-des-Champs
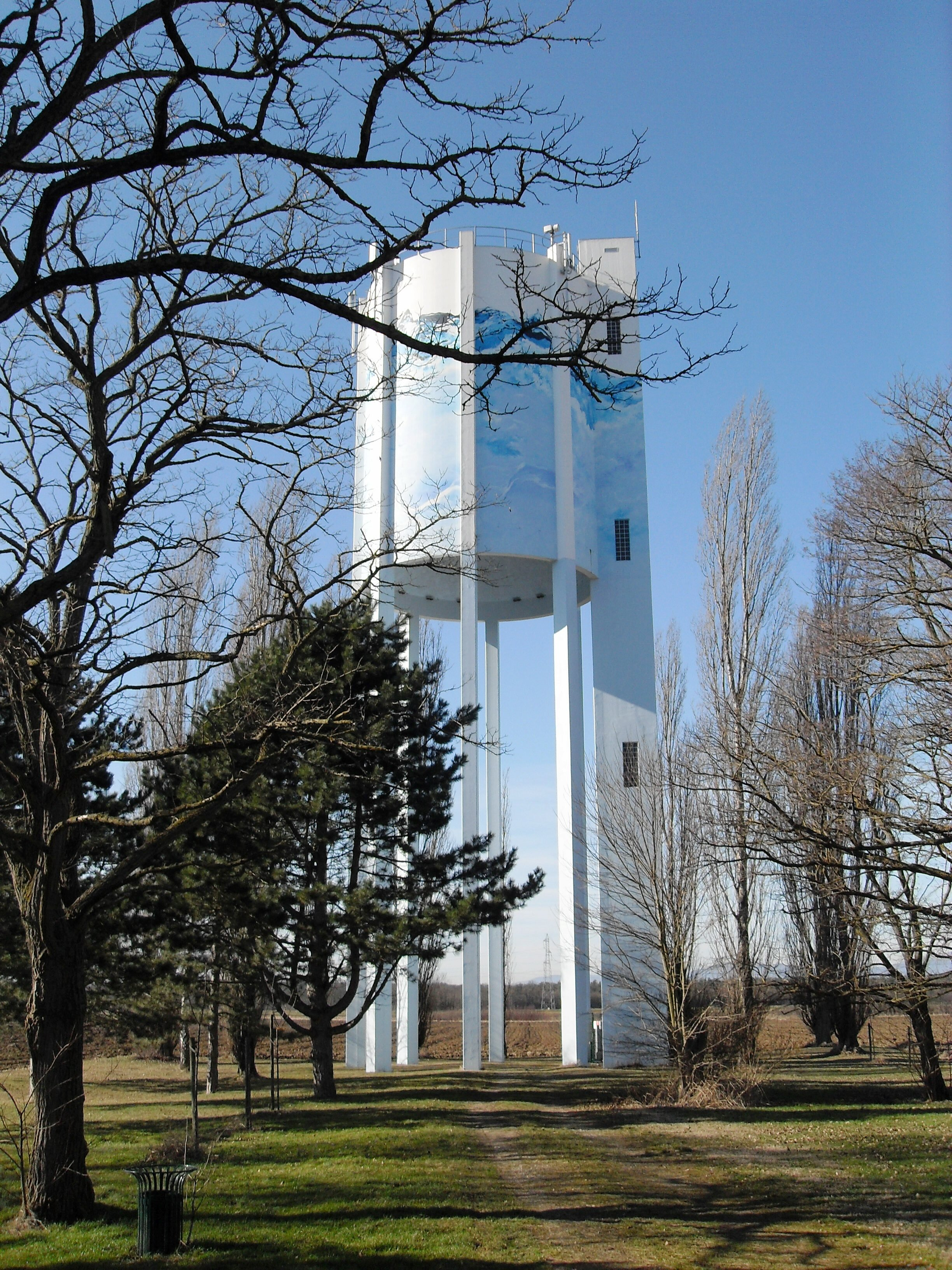
Wasserturm Bantzenheim
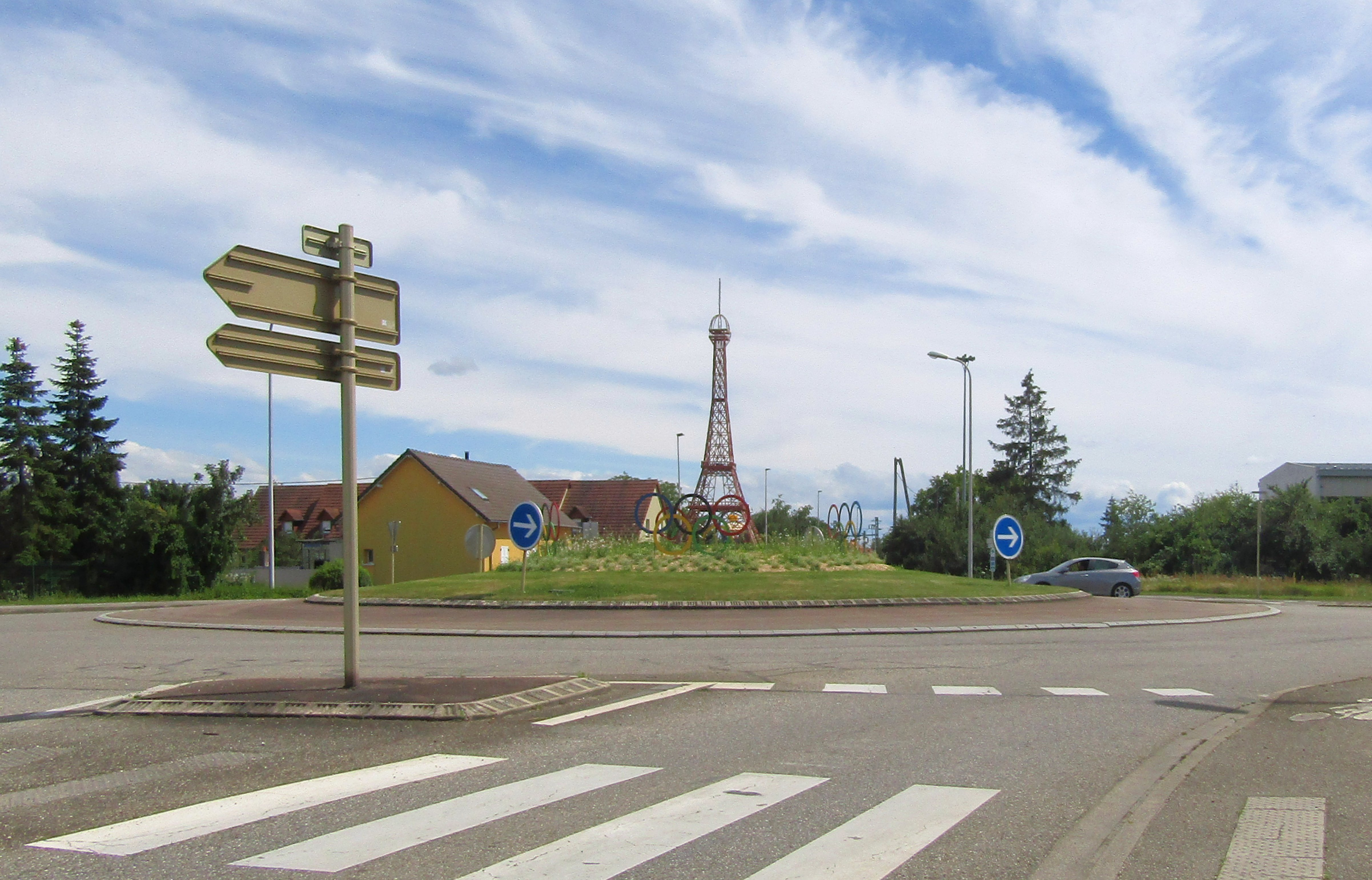
Replik des Eiffelturms mit den olympischen Ringen (2024)

## Bauwerke
Die Sankt-Michaels-Kirche: Das Kirchenschiff stammt von 1780, der Turm von 1909. Das beachtenswerte barocke Chorgestühl wurde ursprünglich von Gabriel Ignaz Ritter für die Abteikirche von Ottmarsheim geschaffen. Klassizistische Kanzel und Beichtstühle.
Das Bürgerhaus (Maison du citoyen et de la communication) besteht aus einem renovierten, noch in der altertümlichen Ständerbauweise errichtete Fachwerkhaus von 1681, das von einem früheren Standort an die jetzige Stelle transloziert wurde, und ein vom Architekturbüro Formats Urbains Architectes Associés entworfenen modernen Bau.
Anspruchsvolle moderne Architektur zeichnet auch die Mairie an der Rue de Charles de Gaulle aus.